# 유다촌 (시가현)
유다촌(湯田村)은 일본 시가현 히가시아자이군에 설치되었던 촌이다. 현재의 나가하마시의 남동부에 해당한다.